# Озџан Дениз
Озџан Дениз (тур. Özcan Deniz; Анкара, 19. мај 1972) је турски филмски и телевизијски глумац, певач, сценариста и режисер.

## Биографија
Рођен је 19. маја 1972. у Анкари, у породици курдског порекла из Агре. До своје пете године је живео у Анкари, 1977. године се са породицом преселио у Ајдин где је провео детињство и рану младост. Током школовања је писао приповетке које је претварао у позоришне комаде и заједно са аматерском позоришном групом коју је основао са својим пријатељима је обилазио околне крајеве. Убрзо је открио своју предиспозицију за музику. У Ајдину је имао свој први оркестарски наступ 1985. године након којег је постао познат и тражен солиста. Наступао је у Измиру и Анталији. На музичком традиционалном фестивалу у Ајдиновом округу је добио прву награду. У Истанбул је отишао 1988, а следеће године у Немачку где је наставио свој музички рад. Убрзо је привукао пажњу продуцената у Минхену. Тамо се оженио са Хандан Дениз са којом је убрзо раскинуо, а званично развео 2003.
Свој први албум Yine Ağlattın Beni је снимио 1992, а следеће године се прославио се албумом Meleğim. Године 1994. је издао албум Beyaz Kelebeğim и глумио је у серији Ona Sevdiğimi Söyle. Убрзо је привукао пажњу биоскопске заједнице својим узастопним телевизијским програмима. Први филм у којем је глумио је Ona Sevdiğimi Söyle. Војни рок је одслужио 1995. године, а каријери се вратио 1997. албумом Yalan mı и телевизијском серијом Yalan mı. Године 1999. је написао сценарио за серију Aşkın Dağlarda Gezer. Музички и глумачки успех је остварио са серијом Кућа винове лозе 2002. Исте године је глумио у филму Kolay Para, а следећих година у филмовима O Şimdi Asker, Asmalı Konak: Hayat, Keloğlan Kara Prens'e Karşı и Игра љубави: Мевлана. Написао је сценарио за филм Neredesin Firuze, у којем је и сам глумио 2004. Глумио је у серијама Ноћ у јуну, Kader 2007, Aşk Yakar 2008. и Опасна љубав. Објавио је албуме Çoban Yıldızı, Aslan Gibi, Leyla, Ses ve Ayrılık, Hediye и Sevdazede 2009. 
Године 2011. је режирао свој први филм После мене, за који је написао и сценарио. Следеће године је објавио албум Bi Düşün, глумио у филму Araf и режирао филм Ти си мој дом који је награђен у многим категоријама. Учествовао је и на албуму Мерџана Дидија 3 Hürel Şarkıları. Године 2013. је режирао филм Вода и ватра, у којем је играо главну улогу. Следећих година је глумио у серијама Црна ружа, Судбина, Истанбулска невеста, Seni Çok Bekledim и Kızıl Goncalar. Године 2016. је режирао филм Друга шанса у којем је глумио главну улогу, а следеће године и филм Друга страна. Оженио се Фејзом Актан 8. марта 2018, а развео 26. јуна 2019. Заједно имају сина Кузеја. Трећи пут се оженио 20. јануара 2023, са Самар Дадгар.

## Награде и признања
- Музичка звезда године – 1997.
- Најбољи мушки уметник арапске фантастике – 1998.
- Најуспешнији уметник Европе – 2001.
- Најбоља телевизијска мушка звезда године – 2002.
- Награде Удружења новинара Радио телевизије – 2002.
- Најбољи мушки уметник арапске фантастике – 2003.
- Најпродаванији музички албум Leyla – 2003.
- Три златне рекордне награде – 2003.
- Награда Златни лептир за најбољег мушког солисту фантастичне музике – 2004.
- Најуспешнији уметник – 2004.
- Најбољи мушки уметник арапске фантастике – 2005.
- Најпродаванији музички албум Ses ve Ayrılık – 2005.
- Награда Златни лептир за најбољег глумца – 2005.
- Награда Удружења савремених кинематографских игара – 2005.
- Награда за најбољег телевизијског глумца године – 2005.
- Награда за најбољи филм После мене на Филмском фестивалу у Манхајму – 2011.
- Награда за најбољи филм Ти си мој дом – 2012.

## Дискографија

### Албуми
- Yine Ağlattın Beni (1992)
- Meleğim (1993)
- Hadi Hadi Meleğim (1993)
- Beyaz Kelebeğim (1994)
- Yalan Mı? (1997)
- Çoban Yıldızı (1998)
- Aslan Gibi (2000)
- Leyla (2002)
- Geçmiyor Günler (2003)
- Ses ve Ayrılık (2004)
- Hediye (2007)
- Sevdazede (2009)
- Bi Düşün (2012)

### Песме
- Her Şey Değişir (2009)
- Merakımdan (2012)
- Aşk (2019)
- Allah Büyük (2020)
- Ben Yine Kendimle (2020)
- Ayrıntılarda Gizli (2020)

### Музички спотови
- Meleğim (1993)
- Gururum (1993)
- Amanın Aman (1994)
- Beyaz Kelebeğim (1994)
- Hoşuma Gidiyor (1994)
- Nasıl Anlatayım (1995)
- Yalan mı? (1997)
- Vallah (1997)
- Yalvarırım (1997)
- Geçmiyor Günler (1998)
- Yaralı (1998)
- İçem (1998)
- Utanıyorum (1999)
- Aslan Gibi (2000)
- Dön Desem (2002)
- Canım (2004)
- Kal De (2004)
- Sevdanın Rengi (2004)
- Bir Dudaktan (2007)
- Zorun Ne Benle Aşk (2007)
- Nasip Değilmiş (2007)
- Bir Dudaktan (2007)
- İllallah (2009)
- Kalp Yarası (2009)
- Aç Bir Coca-Cola (2015)
- Aşk (2020)

## Филмографија
| Филмови               | Филмови                                | Филмови             |
| Година                | Назив                                  | Улога               |
| --------------------- | -------------------------------------- | ------------------- |
| 1994.                 | Ona Sevdiğimi Söyle                    |                     |
| 1996.                 | Yer Çekimli Aşklar                     | Кемал               |
| 2002.                 | Kolay Para                             |                     |
| 2002.                 | O Şimdi Asker                          | Капетан Волкан      |
| 2003.                 | Asmalı Konak: Hayat                    | Сејмен Карадаг      |
| 2004.                 | Neredesin Firuze                       | Ферхат Кан          |
| 2006.                 | Keloğlan Karaprens'e Karşı             | Црни принц          |
| 2008.                 | Sarıkamış Beyaz Hüzün                  | Поручник Фаик       |
| 2008.                 | Mevlana Celaleddin-i Rumi: Aşkın Dansı | Хусаметин Челебија  |
| 2008.                 | Akşamdan Kalma                         | Ферит               |
| 2010.                 | Akşamdan Kalma 2                       | Ферит               |
| 2011.                 | После мене                             | Адам                |
| 2012.                 | Araf                                   | Махур               |
| 2012.                 | Ти си мој дом                          | Искендер            |
| 2012.                 | Akşamdan Kalma 3                       | Ферит               |
| 2013.                 | Вода и ватра                           | Хашмет              |
| 2015.                 | Sevimli Tehlikeli                      | Редитељ, сценариста |
| 2016.                 | Her Şey Aşktan                         | Глумац              |
| 2016.                 | Друга шанса                            | Кемал               |
| 2017.                 | Друга страна                           | Џетин               |
| Серије                |                                        |                     |
| Година                | Назив                                  | Улога               |
| 1997.                 | Yalan                                  | Хасан               |
| 1999.                 | Aşkın Dağlarda Gezer                   | Зал                 |
| 2002—2003.            | Кућа винове лозе                       | Сејмен Карадаг      |
| 2004—2006.            | Ноћ у јуну                             | Баран Ајдин         |
| 2007.                 | Kader                                  | Али Азиали          |
| 2008—2009.            | Aşk Yakar                              | Мустафа             |
| 2009—2010.            | Опасна љубав                           | Неџат               |
| 2012.                 | Bir Zamanlar Osmanlı                   | Серхат              |
| 2013—2014.            | Црна ружа                              | Мурат Шамверди      |
| 2014—2015.            | Судбина                                | Кахраман Јорукхан   |
| 2017—2019.            | Истанбулска невеста                    | Фарук Боран         |
| 2021.                 | Seni Çok Bekledim                      | Кадир Ерен          |
| 2023—данас            | Kızıl Goncalar                         | др Левент Алканли   |
| Телевизијски програми |                                        |                     |
| Година                | Назив                                  | Канал               |
| 1998.                 | Deniz Show                             | Star TV             |
| 2007.                 | İki Renk                               | TRT 1               |